# Tuggen, Schweiz
Tuggen är en ort och kommun i distriktet March i kantonen Schwyz, Schweiz. Kommunen har 3 425 invånare (2023).